# Santa María del Real
Santa María del Real is een gemeente (gemeentecode 1520) in het departement Olancho in Honduras.
Het dorp maakte deel uit van de gemeente Juticalpa tot het in 1895 een zelfstandige gemeente werd.
Het ligt in de Vallei van El Guayabito, aan de rivier El Real.

## Bevolking
De bevolking is als volgt verdeeld:
| Vrouwen | 5635 | 52,1% |
| Mannen  | 5188 | 47,9% |

## Dorpen
De gemeente bestaat uit drie dorpen (aldea), waarvan de grootste qua inwoneraantal: Santa María del Real (code 152001) en El Guayabito (152002).